# Zeva
La Zeva (in russo Зева?) è un fiume dell'Estremo oriente russo, tributario di sinistra del fiume Bikin (bacino dell'Amur). Scorre nel Požarskij rajon del Territorio del Litorale.
Il fiume ha origine nella sella tra i monti Zeva e Mochovaja, sul versante nord-occidentale dei monti Sichotė-Alin'. Dopo aver compiuto un grande giro in senso antiorario, il fiume prende una direzione di flusso verso sud-ovest. Scorre dapprima lungo una valle paludosa ricoperta di abeti e pecci, poi in un canyon con ripidi pendii e lungo una valle ricoperta di conifere. Nel medio corso la larghezza del fiume è di 42 m, la profondità di 1 m. Nel tratto inferiore è largo 51 m. Confluisce nel Bikin a 422 km dalla foce. La lunghezza della Zeva è di 139 km, il bacino idrografico è di 1 660 km².